# Clythrocerus edentatus
Clythrocerus edentatus is een krabbensoort uit de familie van de Cyclodorippidae. De wetenschappelijke naam van de soort is voor het eerst geldig gepubliceerd in 1966 door Garth.